# Usiłowanie
Ten artykuł należy dopracować:

przedstawiono sytuację tylko z polskiej perspektywy – artykuł powinien być przekrojowy.
Pomóż go poprawić. Na stronie dyskusji mogą znajdywać się pomocne komentarze.
Usiłowanie – jedna z form stadialnych przestępstwa. Art. 13 § 1 k.k. z pojęciem usiłowania wiąże występowanie trzech przesłanek:
1. zamiar popełnienia czynu zabronionego
2. zachowanie bezpośrednio zmierzające ku jego dokonaniu
3. brak jego dokonania.

W literaturze prawniczej rozróżnia się kilka rodzajów usiłowania:
- usiłowanie ukończone – sprawca uczynił wszystko, co zamierzał, lecz nie zdołał dokonać czynu (np. oddał strzał do pokrzywdzonego, ale nie trafił).
- usiłowanie nieukończone – sprawca nie zdołał wykonać wszystkiego, co zamierzał.
- usiłowanie kwalifikowane – sprawca, usiłując dokonać jednego czynu zabronionego, niejako „po drodze” dokonał innego (np. chciał zabić pokrzywdzonego, a jedynie go zranił).
- usiłowanie zwykłe (tzw. udolne) – takie, które w chwili rozpoczęcia daje sprawcy szansę na dokonanie
- usiłowanie nieudolne – takie, które od samego początku nie może doprowadzić do dokonania, lecz sprawca o tym nie wie (np. usiłowanie otrucia przy użyciu cukru, o którym sprawca myśli, że jest to trucizna). Dzieli się ono na:
  - bezwzględnie nieudolne (dokonanie jest niemożliwe, w każdych warunkach)
  - względnie nieudolne (dokonanie jest niemożliwe, ale tylko w tej konkretnej sytuacji, w jakiej podjął je sprawca);
  - karalne (jeżeli usiłowanie jest nieudolne ze względu na użycie środka niezdatnego do popełnienia czynu lub brak jest przedmiotu, na którym można popełnić czyn)
  - bezkarne – wszystkie inne wypadki usiłowania nieudolnego.

Usiłowania nieudolnego nie można mylić z tzw. usiłowaniem chybionym. To ostatnie zachodzi wtedy, kiedy dokonanie było możliwe wtedy, gdy sprawca rozpoczynał usiłowanie, lecz zanim dokończył je, stało się niemożliwe (np. sprawca zaczął wykonywać podkop, aby włamać się do banku, lecz nim go ukończył, bank został zlikwidowany). Usiłowanie chybione jest odmianą usiłowania zwykłego.
Usiłowanie zagrożone jest taką samą karą jak przestępstwo dokonane (art. 14 § 1 k.k.). W praktyce, kary wymierzane za usiłowanie są z reguły niższe od kar wymierzanych za dokonanie przestępstwa. W wypadku usiłowania nieudolnego karalnego sąd może zastosować nadzwyczajne złagodzenie kary, a nawet odstąpić od jej wymierzenia (art. 14 § 2 k.k.). Usiłowanie nieudolne bezkarne nie niesie ze sobą żadnych konsekwencji dla sprawcy.
Sprawca usiłowania nie podlega karze, jeżeli dobrowolnie odstąpił od dokonania lub dobrowolnie zapobiegł skutkowi stanowiącemu znamię czynu zabronionego (czynny żal). Jeżeli sprawca dobrowolnie starał się zapobiec skutkowi, sąd może zastosować nadzwyczajne złagodzenie kary (bezskuteczny czynny żal).
Usiłowanie wyróżnia się również w prawie wykroczeń. Odpowiedzialność za usiłowanie zachodzi, gdy ustawa tak stanowi. Karę za usiłowanie wymierza się w granicach zagrożenia przewidzianego dla danego wykroczenia. Nie podlega karze za usiłowanie, kto dobrowolnie odstąpił od czynu lub zapobiegł skutkowi stanowiącemu znamię czynu zabronionego.